# Rotbauch-Bürstenhaarmaus
Die Rotbauch-Bürstenhaarmaus (Lophuromys nudicaudus) ist ein Nagetier in der Familie der Langschwanzmäuse.

## Merkmale
Kennzeichnend für die Art ist das leuchtend rote Fell der Unterseite, das von der Kehle über die Brust bis zum Bauch reicht. Bei einzelnen älteren Exemplaren kann das Fell auf diesen Körperteilen eine gelbliche Schattierung aufweisen. Die Oberseite ist von borstigen Haaren bedeckt, die an der Basis hell und an den Spitzen braun bis rotbraun sind. Gleichfalls ist der Schwanz in eine dunkle Oberseite und eine helle Unterseite aufgeteilt. Zusätzlich kommen im Fell des Schwanzes einige schwarze Stacheln vor. Bei der Rotbauch-Bürstenhaarmaus sind die Gliedmaßen braun gefärbt. Weibchen besitzen sechs Zitzen.
Diese Bürstenhaarmaus erreicht eine Kopf-Rumpf-Länge von 89 bis 119 mm, eine Schwanzlänge von 47 bis 74 mm und ein Gewicht von 29 bis 52 g. Die Hinterfüße sind 16,3 bis 21,0 mm lang und die Länge der Ohren beträgt 10 bis 18 mm.

## Verbreitung und Lebensweise
Das Verbreitungsgebiet der Rotbauch-Bürstenhaarmaus liegt östlich des Golfs von Guinea in Afrika. Es reicht von Zentral-Kamerun sowie vom südwestlichen Grenzgebiet der Zentralafrikanischen Republik über Äquatorialguinea (inklusive Bioko) und Gabun bis zur Republik Kongo. Die Art hält sich im Flachland und im Hügelland bis auf 700 Meter Höhe auf. Als Lebensraum dienen vorwiegend mit Gras bedeckte Lichtungen in Regenwäldern.
Die Rotbauch-Bürstenhaarmaus ist tagaktiv und hält sich meist auf dem Boden auf. Bei den wenigen untersuchten Exemplaren war der Magen hauptsächlich mit Resten von Insekten gefüllt. Zwei gefangene Weibchen waren mit zwei bzw. drei Embryos trächtig.

## Status
Für den Bestand der Rotbauch-Bürstenhaarmaus sind keine Bedrohungen bekannt. Die Art wird von der IUCN als nicht gefährdet (Least Concern) gelistet.